# Stellan Windrow
Stellan Windrow, född 9 februari 1893, död 25 november 1959, var en svensk regissör och skådespelare.

## Regi
- 1931 – Halvvägs till himlen

## Filmografi roller
- 1930 – Hjärtats röst (1930)
- 1930 – Den farliga leken